# Grýla
În mitologia islandeză, Grýla era un monstru înfricoșător și o femeie uriașă care trăia în munții Islandei. De Crăciun, ea cobora din munți pentru a-i căuta pe copiii care au fost obraznici.
Legenda Grýlei a speriat oamenii din Islanda timp de mai multe secole - numele ei este menționat și în cartea Edda scrisă în secolul al XIII-lea de Snorri Sturluson. Majoritatea poveștilor spuse despre Gryla aveau ca scop să sperie copii - mâncarea ei favorită era o tocană din copii obraznici și se spunea că ea avea un apetit uriaș. Grýla nu a fost direct legată de Crăciun până în secolul al XVII-lea. Din acel moment a fost considerată ca fiind mama lui Jólasveinar (Yule Lads). Un decret public a fost emis în 1746 prin care se interzicea folosirea numelui lui Grýla sau Jólasveinar la îngrozirea copiilor.